# Alan Cavé
Pour les articles homonymes, voir Cavé.
Georges Alan Cavé, né le 27 février 1966 à New York, est un chanteur de compas et auteur-compositeur-interprète américano-haïtien. Il fait partie du groupe Zin.

## Biographie
Il a enregistré plusieurs albums avec le groupe Zin, dont O Pa en 1988 et Kanpé sou yon bit en 1999. Il participa également aux albums de Malavoi (1999), N'jie (1999), et Les ténors du zouk (2000).Il écrit ses chansons en français, créole haïtien et en anglais.
En 1999, All I Want est récompensé par « Unique Productions » de Boston. En 2001, il sort un album solo, Sé pa pou dat. 
En avril 2022, il collabore avec l'artiste Dof’ sur la chanson Se pa pou dat. La même année, il participe sur Se pa pou dat du rappeur haïtien Wendyyy avec Oswald.

## Discographie
- Se Pa Pou Dat (2001)
- Collabo (2005)
- De la tête aux pieds (2007)
- Timeless Vol. 1 (2014)
- Timeless Vol. 2 (2014)